# Östligt knotterskinn
Östligt knotterskinn (Hyphodontia nespori) är en svampart som först beskrevs av Giacopo Bresàdola, och fick sitt nu gällande namn av J. Erikss. & Hjortstam 1976. Hyphodontia nespori ingår i släktet Hyphodontia och familjen Schizoporaceae. Inga underarter finns listade i Catalogue of Life.
I den svenska databasen Dyntaxa används istället namnet Xylodon nespori för samma taxon. Arten är reproducerande i Sverige.